# Le Brassus
Le Brassus je vesnice na západě Švýcarska v kantonu Vaud, součást obce Le Chenit.
Vesnice je známá jako sídlo výrobních závodů různých švýcarských hodinářských firem, zejména Audemars Piguet a Blancpain.

## Historie
Reformovaný kostel, patřící k farnosti Le Chenit, byl postaven v letech 1835–1837, katolický kostel na konci 19. století. Od 15. století sloužila lokalita Le Brassus obyvatelům obce Le Lieu jako pastvina. V roce 1555 Bern povolil zřízení hutě na železo a v roce 1567 stavbu vysoké pece, která byla využívána až do roku 1743. Tavba surového železa a zpracování oceli zde probíhalo až do konce 18. století. Průmyslový areál byl spojen s pastevním statkem a v letech 1576–1684 jej ovládal rod Varro ze Ženevy, který jej držel v léno od Bernu. Poté přešel na rod Jaquet z Vallorbe.

## Hospodářství a turismus
Od 18. století se v Le Brassus rozvíjel hodinářský průmysl a zpracování polodrahokamů. Renomované firmy jako Audemars Piguet (založená v roce 1875) a Blancpain ve vesnici existují dosud. V roce 1899 byla obec napojena na železniční síť tratí soukromé železniční společnosti Chemin de fer Pont–Brassus. Od roku 1890 se zde rozvíjí lyžařská turistika (skokanské můstky, mezinárodní závody v klasickém lyžování).
V roce 1964 se v Le Brassus konalo druhé mistrovství Evropy v orientačním běhu.